# Wolfsharingen
Wolfsharingen (Chirocentridae) zijn een familie van straalvinnige vissen uit de orde van Haringachtigen (Clupeiformes).

## Geslacht
- Chirocentrus Cuvier, 1816